# Центральноазійські прибережні рідколісся
Центральноазійські прибережні рідколісся (ідентифікатор WWF: PA1311) — екорегіон, розташований в пустелях і рівнинах Центральної Азії між Аральським морем і горами у 2000 км східніше, у довгих вузьких долинах великих річок, що живляться талими снігами, і забезпечують важливе середовище існування для перелітних птахів, які подорожують через цей посушливий регіон. Рослинність представлена тугаями, характеризується низькими заростями дерев і кущів уздовж берегів річок і пов'язаних із ними заболочених угідь, і живиться ґрунтовими водами замість опадів.

## Розташування та опис
Основні річкові системи, які підтримують середовище існування для цього екорегіону, становлять:
- Сирдар'я (річка), яка тече на захід понад 2200 км від гір Тянь-Шаню через східний Узбекистан і південний Казахстан до Аральського моря.
- Амудар'я (річка), що протікає паралельно і на південь від Сирдар'ї; Амудар'я витікає з Афганістану і Таджикистану на північний захід уздовж кордону Узбекистану та Туркменістану.
- Річки Мургаб і Теджен, які протікають через пустелю Каракуми на південному сході Туркменістану та зникають у ній.
- Річка Ілі, яка протікає 1500 км на захід від гір Тянь-Шаню в Китаї до озера Балхаш на південному сході Казахстану.
- Річка Зеравшан, яка бере початок на краю Памірських гір у Таджикистані, тече на захід до Амудар'ї, перш ніж зникнути в пустелі.
- Річка Вахш, яка протікає посередині Таджикистану перед тим, як впасти в Амудар'ю на кордоні з Афганістаном.
- Річка Нарин, яка тече від гір Тянь-Шаню в Киргизстані до річки Сирдар'я в Узбекистані.

## Клімат
Клімат у навколишньому регіоні — клімат холодної пустелі (класифікація кліматів Кеппена (BWk)). Цей клімат характеризується спекотними пустельними умовами влітку, але прохолоднішими, ніж у спекотній пустелі. Зими холодні і сухі. Принаймні один місяць середнє значення температури нижче 0 °C (32 °F). Танення снігу з довколишніх гір викликає повені навесні до початку літа, після чого настають надзвичайно посушливі умови та підвищення солоності ґрунту.

## Флора і фауна
Ліси цього екорегіону являють собою спеціалізований комплекс деревно-чагарникової рослинності, відомий як тугаї, пристосований до екстремального континентального клімату з дуже спекотним літом і дуже холодною зимою. Із практичної точки зору, старих лісів немає. Дерева — це, як правило, тополі, верби, маслинка (Elaeagnus oxycarpa) і тамарикс. Підлісок — звичайна обліпиха (Hippophae rhamnoides), барбарис (Berberis), шипшина, жимолость, кизильник (Cotoneaster). У заболочених місцях широко поширені очерет і рогіз. Лісові комплекси екорегіону часто неоднорідні, перемежовуються степовими та болотистими луками.

## Заповідні території
Дуже мала частина цього екорегіону охороняється, за деякими оцінками, менше 2 %. Офіційно охоронювані території становлять:
- Заповідник «Тигрова Балка», розташований у місці впадіння річки Вахш у Пяндж, утворюючи Амудар'ю.